# ダビ・ソラネス
ダビ・ソラネス・ベンサラ（David Solanes Venzalá、1971年10月9日 - ）は、スペイン生まれ、日本在住の音楽家。歌手、ソングライター、編曲家、音楽プロデューサー。1990年代初頭から音楽活動を開始し、バンド、ダンスオーケストラ、ボレロ・トリオ、ラテン音楽グループを結成。ギター、バンドゥリア、リュート、レキントのメロディの解釈とソロ演奏の名手を自称している。

## 略歴

### 幼少期〜少年期
少年期から音楽の解釈に興味を持ち、学校ではメロディを口ずさみ、やがて作曲。公共の場で演奏する事を夢見るようになった。11歳の時、叔母や兄のおかげでギターを入手、ベーシストだった近所の人にギターを習い始めた。ハードロック、ヘヴィメタルの有名ギタリストの影響を受けながら、早期にエレクトリック・ギターをマスターし、頭の中で自然と構築された音階、分散和音、多様な和音音域・倍音進行を指へと伝える、という奏法で難解なテーマの習得につとめた。

### キャリア・演奏活動
その後、バルセロナ市立音楽院でギターを学び、ディプロマを取得。楽器を習得する事に対する忍耐力と根気強さは音楽の解釈の才能を開花させ、それはバルセロナ市内で活動する地元バンドを早期に立ち上げる力となった。1990年代半ば頃からは、ラテン音楽、ボレロ、中南米の歌本を主な曲調としたバンドグループを作り、活動するようになった。楽器はレキント、チャランゴ、クアトロ ベネズラーノ(ベネズエラの楽器)、コントラバス、打楽器が使われた。この時期の学びにより、その演奏技術はリュートやバンドゥリアのビートを奏で弾き鳴らせるように発展した。
1995年、バルセロナで結成したチームと共にチリ、オランダ、アルゼンチンで公演。アルゼンチンのツアー中、アルゼンチンのツアー中、同国最大のテレビ局Telefeの番組で取材を受けた模様が全国放映される。
1996年、スイス・オーストリアにて公演。
1997年、大学生のグループによるディスコで編曲・音響アシストの責任者として活動。
1998年、フィリピンにて公演。演奏グループは米西戦争で最後にフィリピンにて米軍と戦ったスペイン軍に敬意を表しバレルにて演奏を行った。
1999年、キューバなどで演奏を行い、各地で高い評価を得た。
2009年、日本に移住し、レストラン、ホテル、クルーズ、イベントやフェスタでの演奏活動を開始。また、『Tempo Vivo』が主催する様々な音楽イベントにもマルチプレーヤーとして参加。
2010年 、コナミビデオゲームBeatmania IIDX 18 Resort Anthem Original SoundtrackのCMソング作詞を担当、歌手として参加。2014年、テレビ朝日『マツコ&有吉の怒り新党』に出演。
2015年、都内を中心にチェーン展開をしている『俺のスパニッシュ』でソロ演奏出演スタート。また、ラテンジャズとスタンダードジャズもレパートリーに加え、『俺のイタリアン』、東京、六本木のジャズバー『Club T』でも演奏活動を開始した。
2016年、伝統的かつ前衛的なスタイルを組み合わせたフージョンを原点とするバンド『Dharma ダルマ』のリーダーとなる。地中海、フラメンコ、ジャズ、ロック、日本の伝統的なリズムを融合し独自のスタイルを創り出している。現在は、日本の古楽器である津軽三味線、スペイン最古の楽器ともいわれるバンドゥリアに加え、コントラバスそしてフラメンコ・カホンも参加し新しい分野の楽曲を演奏するプロジェクトに取り組んでいる。
首都圏のみならず日本全国において演奏活動を行っており、大阪においてはエルメスの記念祭にてコンサート、石川県和倉温泉加賀屋とラテン、スタンダードジャズ、ポップ音楽のギタリストとして活動している。
2018年、アイドルグループ・東京flavorのコンサートにおいて楽曲を提供。
2019年、六本木のジャズバー『Keystone Club』で「David's Rogue Band」として活動開始。

### 影響
アイアン・メイデン、アンドルー・ロイド・ウェバー、エマーソン・レイク・アンド・パーマー、マリリオン、ジューダス・プリースト、バロン・ロッホ、イングヴェイ・マルムスティーン、スティーヴ・ヴァイ、ブライアン・メイ、クイーン、ジェイソン・ベッカー、マーティ・フリードマン、ジョー・サトリアーニ、などの多くの音楽家、パコ・デ・ルシア、アル・ディ・メオラの影響を深く受けた他、音楽の響き・感覚はクラシック音楽やシンフォニック・ロックからも要素を取り入れる。ダビ・ソラネス本人曰く、ここに名前を挙げる音楽家は「『影響』というよりは自分の『師匠』」とのことである。少年期から彼らの音楽を聴き続けていたが、のちにそれがダビ・ソラネスの音楽に対する理解や取り組みの原点という「種」を彼自身に植え付けることとなり、さらに現在の彼の演奏や作曲のスタイルへのインスピレーションという形で展開されてきている。

## 作品・出演

### 作曲
- FLAVOR ES 入場曲 (エリック・ロドリゲス と共同作曲)

### 作詞・歌・編曲
- La Mar (18 Resort Anthem - Beatmania IIDX) 村井聖夜と共同
- Elvis Presley Electro Cover Compilation ~meets KORG DS-10~

### ディスコグラフィ
- 2000年に自身の楽曲を10曲収録したアルバム 「Hadas de Noche」(夜の天使たち)発表。シンフォニック・ロックに分類される。

演奏・出演
- 日本弁理士会MV「BENRI-C」[1]
  - 出演タレント名：古坂大魔王・大原優乃
  - 曲名：BENRI-C
  - 作詞・作曲：古坂大魔王

## 関連リンク
- flavor オフィシャルページ
- beatmania IIDX 18 Resort Anthem official website (アーカイブ)
- Konami Amusement 18 Resort Anthem